# Lijst van afleveringen van LikeMe
Dit is een lijst met afleveringen van de serie #LikeMe.

## Overzicht van seizoenen
| Reeks | Seizoen | Seizoen       | Afleveringen  | Uitgezonden      | Uitgezonden      |
| Reeks | Seizoen | Seizoen       | Afleveringen  | Start seizoen    | Seizoensfinale   |
| ----- | ------- | ------------- | ------------- | ---------------- | ---------------- |
| 1     |         | 1             | 13            | 13 januari 2019  | 7 april 2019     |
| 1     |         | 2             | 13            | 12 januari 2020  | 5 april 2020     |
| 1     |         | 3             | 13            | 12 januari 2022  | 6 april 2022     |
| 1     |         | 4             | 13            | 11 januari 2023  | 5 april 2023     |
|       |         | Winterspecial | Winterspecial | 20 december 2020 | 27 december 2020 |
| 2     |         | 1             | 13            | 8 januari 2025   | 2 april 2025     |

## Reeks 1 - Seizoen 1
Houd er rekening mee dat de onderstaande samenvattingen informatie bevatten over hoe het verhaal zich afspeelt.
| Nummer | Titel            | Eerste uitzenddatum |
| --- | ---------------- | ------------------- |
| 1 | "#NewLife"       | 13 januari 2019     |
| Caro zoekt haar weg in een nieuwe stad en een nieuwe school. Ze ontmoet Yemi die haar met plezier zal begeleiden in de school. Ondertussen is Peter op zoek naar een nieuwe baan. |                  |                     |
| 2 | "#Friends"       | 20 januari 2019     |
| Caro accepteert een vriendschapsverzoek van een zekere Ruben. Maar wie is hij en kan ze hem vertrouwen? Terwijl Camille het Caro moeilijk maakt, ontdekken Yemi en Kyona dat haar moeder ernstig ziek is. |                  |                     |
| 3 | "#Paparazzi"     | 27 januari 2019     |
| De nieuwe coach van de Rode Duivels, Olivier Dubois, komt op bezoek bij de school. Resultaat, iedereen is nerveus, vooral meneer Wolfs, de directeur. Caro heeft het gevoel dat haar klastitularis meneer Botty, dingen te verbergen heeft.                                                                            |                  |                     |
| 4 | "#DoubleTrouble" | 3 februari 2019     |
| Peters nieuwe baan is niet zoals hij had gehoopt. Camille is boos als ze een foto ziet van Vince en Caro. Niemand kan tussen haar en Vince komen. |                  |                     |
| 5 | "#QualityTime"   | 10 februari 2019    |
| Caro vermoedt dat Ruben niemand minder dan meneer Botty is, wat tot ongemakkelijke momenten en misverstanden leidt. Alles is weer normaal tussen Vince en Camille, maar haar jaloezie neemt nog steeds de overhand. |                  |                     |
| 6 | "#Auditions"     | 17 februari 2019    |
| Een mysterieus persoon bespioneert Camille. Ondertussen probeert de hele klas een rol te bemachtigen in het toneelstuk van meneer Botty. Camille's jaloezie bereikt een hoogtepunt. |                  |                     |
| 7 | "#Drama"         | 24 Februari 2019    |
| Jaloezie, ruzies, romantiek en veel drama onderstrepen de voorbereiding van het stuk. Caro en Vince ontmoeten elkaar om hun tekst te bestuderen, maar niet iedereen ziet dat even gunstig. |                  |                     |
| 8 | "#CurtainCall"   | 3 maart 2019        |
| De spanning is voelbaar want na al de repetities is eindelijk de dag van de voorstelling van het stuk aangebroken. Vince's ouders brengen extra drama naar school. Andere ouders komen niet naar de voorstelling. De avond eindigt met een vleugje verdriet.                                                           |                  |                     |
| 9 | "#Goodbye"       | 10 maart 2019       |
| Iedereen maakt zich zorgen om Caro. Haar vrienden doen er alles aan om dicht bij haar te zijn in deze moeilijke tijd. Omdat de vrienden van familie Timmers te ver weg wonen, zullen weinig mensen de begrafenis van Kristel bijwonen. Bij de ingang van de kerk merkt Caro echter tot haar verbazing dat deze vol is. |                  |                     |
| 10 | "#QueenBee"      | 17 maart 2019       |
| Camille doet er alles aan om iedereen te bekoren. Maar wat is ze van plan? En wie is de persoon die haar anonieme berichten stuurt? Ondertussen maakt Caro opnieuw contact met Ruben en probeert zij zijn ware identiteit te ontdekken.                                                                                |                  |                     |
| 11 | "#Future"        | 24 maart 2019       |
| Camille probeert erachter te komen wie er achter het anonieme berichten zit. Ondertussen wordt op school alles voorbereid voor het bal. |                  |                     |
| 12 | "#PromNight"     | 31 maart 2019       |
| Het is schoolbal. Zal Caro er eindelijk achter komen wie Ruben is? Wie wordt gekozen tot koning en koningin van het bal? En wat is Kyona's echte gezicht? |                  |                     |
| 13 | "#TheEnd"        | 7 april 2019        |
| Het is de laatste dag van een zeer hectisch schooljaar. Na alles wat er op het schoolbal is gebeurd, zal het leven van SAS-studenten nooit meer hetzelfde zijn. Caro en Peter hebben een moeilijke beslissing genomen.                                                                                                 |                  |                     |

## Reeks 1 - Seizoen 2
Houd er rekening mee dat de onderstaande samenvattingen informatie bevatten over hoe het verhaal zich afspeelt.
| Nummer | Titel             | Eerste uitzenddatum |
| --- | ----------------- | ------------------- |
| 1 | "#NewBeginning"   | 12 januari 2020     |
| Caro woont weer in de Ardennen bij haar vader maar ze mist haar vrienden erg. Vince probeert verder te gaan. Ondertussen leert Yemi, die Kyona mist, Maria kennen en komt Scott al snel in de problemen.                                                         |                   |                     |
| 2 | "#BackHome"       | 19 januari 2020     |
| Caro keert terug om bij Titin te wonen, die erg blij is haar weer te zien. Yemi is ook blij dat zijn beste vriendin terug is. Caro besefte dat haar toekomst in Antwerpen ligt. De berichten van Kristel zijn uiteraard een extra motivatie voor haar terugkeer. |                   |                     |
| 3 | "#Awkward"        | 26 januari 2020     |
| Caro slaagt erin om zich met de hulp van Scott op school in te schrijven. Ze wil Vince echter niet tegenkomen. Ondertussen probeert Camille haar oude vrienden te overtuigen van haar goede bedoelingen.                                                         |                   |                     |
| 4 | "#Rivalry"        | 2 februari 2020     |
| Op school zijn de ruzies tussen Caro en Vince onvermijdelijk en de tussenkomst van Scott helpt hen niet. Ondertussen vraagt Philippe zich af wat het vreemde gedrag van Olivier is.                                                                              |                   |                     |
| 5 | "#TheTruth"       | 9 februari 2020     |
| Een nieuw bericht van Kristel brengt veel emoties teweeg bij Caro. Ondertussen proberen Nona en Camille erachter te komen wie de persoon is die Camille 's nachts volgt. Bovendien lijkt het erop dat Titin dingen te verbergen heeft.                           |                   |                     |
| 6 | "#DigitalDetox"   | 16 februari 2020    |
| Het schoolreisje brengt veel emoties met zich mee bij SAS-studenten. Na weer een ruzie besluit Caro de zaken recht te zetten met haar klas. Ze is al die conflicten beu. Was haar terugkeer naar Antwerpen wel zo'n goed idee?                                   |                   |                     |
| 7 | "#TheProposal"    | 23 februari 2020    |
| Alles is beter tussen Caro en Vince, maar ze zijn niet klaar om weer meer dan vrienden te worden. Ondertussen plant Olivier iets dat Philippe niet weet. Camille weet niet wat ze van Free verwacht.                                                             |                   |                     |
| 8 | "#TheHardGoodbye" | 1 maart 2020        |
| Caro en Maria kunnen het niet langer verdragen dat Yemi verdrietig is vanwege zijn relatie met Kyona. Ze dwingen Kyona om te komen opdagen en een keuze te maken. Zal ze Yemi kiezen of zal ze hem achterlaten?                                                  |                   |                     |
| 9 | "#Day@thebeach"   | 8 maart 2020        |
| Caro krijgt een nieuw bericht van haar moeder waarin staat dat ze iets verboden moet doen. Ze spijbelt van school en gaat een dagje naar het strand met Scott, terwijl Saskia druk bezig is met de trouwplannen van Philippe en Olivier.                         |                   |                     |
| 10 | "#Crash"          | 15 maart 2020       |
| Vince is gekwetst als hij hoort over de kus tussen Caro en Scott. Ondertussen neemt Free een moeilijke beslissing. Philippe en Olivier maken steeds meer ruzie en Saskia maakt de onderlinge communicatie er niet makkelijker op.                                |                   |                     |
| 11 | "#JustFriends"    | 22 maart 2020       |
| Caro is teleurgesteld omdat ze geen uitnodiging krijgt voor de bruiloft van Vince's ouders. Het begint allemaal met een misverstand dat Vince probeert op te lossen. Ondertussen is de spanning tussen Olivier en Philippe het hoogst.                           |                   |                     |
| 12 | "#Bridezilla"     | 29 maart 2020       |
| Vince's klasgenoten zijn niet blij met Saskia's huwelijksregels. Ook Olivier vindt dit allemaal belachelijk. Ondertussen probeert Vince het hoofd koel te houden.                                                                                                |                   |                     |
| 13 | "#TheWedding"     | 5 april 2020        |
| Na een moeizame start gaat het huwelijk van Olivier en Philippe alsnog door. Alle vrienden helpen mee. Caro ontdekt eindelijk wie er achter de berichten van Kristel schuilgaat. Een feest is geslaagd en eindigt met veel liefde en vuurwerk.                   |                   |                     |

## Winterspecial
Houd er rekening mee dat de onderstaande samenvattingen informatie bevatten over hoe het verhaal zich afspeelt.
| Titel | Uitzenddatum          |
| --- | --------------------- |
| "#LikeMe Winterspecial" | 20 & 27 december 2020 |
| Tijdens de kerstvakantie beginnen Caro, Vince, Yemi, Maria en Camille aan hun weekendje Ardennen, maar de gezellige reis blijkt anders dan verwacht te lopen. De bende kiest om te overnachten in een hotel dat gerund wordt door de nalatige eigenaar Leon. Het hotel blijkt in slechte staat te zijn. Camille wil meteen naar huis vertrekken vanwege haar afkeer, maar het vijftal besluit toch te blijven overnachten. Wanneer ze verdwaald raken in het bos, worden ze uiteindelijk gered door Leon, waarbij Caro en Camille hun vooroordelen over de hoteleigenaar moeten herzien. Ze ontdekken dat het hotel, dat eerder was afgebrand, in werkelijkheid een verborgen parel is waar niemand vanaf weet. Leon heeft het hotel met veel moeite weer opgebouwd, in de hoop dat de gasten zouden terugkeren. De jongeren helpen mee het hotel te restaureren. |                       |

## Reeks 1 - Seizoen 3
Houd er rekening mee dat de onderstaande samenvattingen informatie bevatten over hoe het verhaal zich afspeelt.
| Nummer | Titel              | Eerste uitzenddatum |
| --- | ------------------ | ------------------- |
| 1 | "#Sayonara"        | 12 januari 2022     |
| Tijdens de laatste dag van de zomervakantie krijgt iedereen een bericht van Camille. Ze vertrekt naar Japan. Haar vrienden haasten zich naar de luchthaven om afscheid te nemen. Caro trekt in bij Wolfs en Titin.                                                                                                 |                    |                     |
| 2 | "#SomethingWicked" | 19 januari 2022     |
| Emma maakt een opvallende intrede op school als directeur Wolfs aan het nieuwe schooljaar begint. Haar rebelse houding wordt niet door iedereen geapprecieerd. Yemi probeert Emma uit te vragen, maar wordt bang van haar. Ze zal voor heel wat opschudding zorgen.                                                |                    |                     |
| 3 | "#99Problems"      | 26 januari 2022     |
| Directeur Wolfs is niet te spreken over vandalenstreken op zijn school. Hij verdenkt dat Emma de boosdoener is. Caro houdt niet van de manier waarop Vince zich gedraagt met de andere jongens. Er is ruzie tussen Caro en Vince en tussen Merel en Emma. Op het einde laat Emma het brandalarm afgaan.            |                    |                     |
| 4 | "#HelpingHands"    | 2 februari 2022     |
| Directeur Wolfs geeft de klas strafstudie omdat niemand de verantwoordelijkheid opeist. Vince blijft thuis, want hij en zijn familie worden geïnterviewd door een journalist. Caro voelt zich meteen ongemakkelijk dat ze naar Vince is gekomen. Yemi spreekt met Scott af.                                        |                    |                     |
| 5 | "#NoFilter"        | 9 februari 2022     |
| Een bewerkte foto van Caro staat in de krant en iedereen praat erover. Intussen wordt haar foto zonder filter massaal online gedeeld. Caro twijfelt of Vince wel bij haar hoort. Wolfs wordt uitgenodigd op de raad van bestuur. Ondertussen wil Scott dat Yemi hem gerust laat en komt hij in botsing met Maria.  |                    |                     |
| 6 | "#GalaDrama"       | 16 februari 2022    |
| Vince's familie wordt uitgenodigd voor het gala van de gouden schoen. Caro vindt haarzelf niet mooi genoeg en laat zich opmaken door Merel. In plaats van mee te gaan met Vince, gaat ze uit met haar schoolvrienden. Yemi wordt in het geheim gepest door zijn geaardheid.                                        |                    |                     |
| 7 | "#RealMen"         | 23 februari 2022    |
| Caro en Maria vragen of alles oké is met Yemi, maar hij doet alsof alles goed gaat. Yemi fleurt op door Jonas, een oude vriend, terug te ontmoeten. Emma en Caro groeien naar elkaar toe en Caro krijgt een nieuwe look. Wolfs heeft schrik voor inspecteur Kwante die het schoolbeleid controleert.               |                    |                     |
| 8 | "#Trashfight"      | 2 maart 2022        |
| Tijdens een hevige ruzie wijst iedereen naar elkaar als schuldige. Vooral Yemi, hij ontdekt dat er over hem geroddeld wordt. Hij voelt zich plots alleen. Maria en Titin vragen wat er scheelt met Caro. Ze gedraagt zich anders.                                                                                  |                    |                     |
| 9 | "#Astarisborn"     | 9 maart 2022        |
| Yemi schittert in het koor, maar zijn geluk wordt afgenomen door Merel die via social media stiekem een foto van hem en zijn vriend post. Emma en Scott proberen Yemi te helpen die nu wordt uitgelachen op school. Vince en Caro gaan op een date samen. Inspecteur Kwanten vraagt Wolfs om met pensioen te gaan. |                    |                     |
| 10 | "#Gamechanger"     | 16 maart 2022       |
| De leerlingen proberen de schoolfuif te redden, nadat Wolfs het niet laat gebeuren. De jongens spelen een belangrijke rugbymatch. Tijdens de match breekt een gevecht uit. Dennis moet bekennen dat hij Yemi heeft geterroriseerd.                                                                                 |                    |                     |
| 11 | "#Rave"            | 23 maart 2022       |
| Caro, Emma, Merel en the squad organiseren een grote rave op school zonder toelating van Wolfs. De avond verandert in een ramp. Vince red Caro uit een brand en maakt het uit met haar. |                    |                     |
| 12 | "#SorryNotSorry"   | 29 maart 2020       |
| Wolfs moet verplicht met pensioen gaan. Caro is geschorst van school en verhuist buiten de stad. Caro heeft veel goed te maken met haar familie en vrienden. Peter is verontwaardigd. Yemi en Jonas vormen eindelijk een koppel                                                                                    |                    |                     |
| 13 | "#BetterTogether"  | 6 april 2022        |
| De vrienden hopen hun school te redden. Ze slaan de handen ineen om de school op te knappen. De vrienden slagen ook, zodat Wolfs als directeur kan blijven. |                    |                     |

## Reeks 1 - Seizoen 4
Houd er rekening mee dat de onderstaande samenvattingen informatie bevatten over hoe het verhaal zich afspeelt.
| Nummer | Titel            | Eerste uitzenddatum |
| --- | ---------------- | ------------------- |
| 1 | "#FinalStart"    | 11 januari 2023     |
| Yemi heeft een lange bucketlist gemaakt die hij zal volbrengen voor het schooljaar eindigt. Camille is weer terug en ze wordt gemist door Nona en Julie. Titin volgt een bakles van de bekende chef Roger L'Argent. Reinhilde een oude jeugdvriendin maakt het haar niet makkelijk. |                  |                     |
| 2 | "#Bucketlist"    | 18 januari 2023     |
| Yemi wil zijn bucketlst afchecken, maar het staat vast dat de lijst zorgt voor een hoop problemen. Titin wilt het in een bakwedstrijd opnemen tegen Reinhilde. Peter helpt. Maria ontdekt dat Camille liegt over haar goede schoolresultaten. Wat is er echt gebeurd in Japan? |                  |                     |
| 3 | "#FollowMe"      | 25 januari 2023     |
| De klas krijgt een groepswerk en zowel Merel als Maria willen een groepje vormen met Camille. Titin heeft de beste taart van de klas gebakken. Yemi wordt rugbyspeler van de match, maar komt ten val. Caro is aan het beslissen over haar studiekeuze aan de Universiteit van Antwerpen. |                  |                     |
| 4 | "#PoorMe"        | 1 februari 2023     |
| Camille gaat op bezoek bij de bescheiden Maria. Ze wil niet zeggen waarom ze niet veel tijd heeft en of ze gelukkig is. Ze duwt haar weg. Caro vraagt aan de ouders van Vince om hem te helpen met zijn studiebeurs. Yemi rijdt met Jonas op de brommer om weer iets te kunnen afvinken op de bucketlist. Emma en Scott worden verliefd op elkaar.                                                                                        |                  |                     |
| 5 | "#TellMeMore"    | 8 februari 2023     |
| De school organiseert een studiekeuze-beurs en Caro wil Vince overtuigen om samen dezelfde studiekeuze te nemen. Ondertussen is Yemi stapelverliefd op Jonas. Niemand mag weten dat Camille haar ouders schulden hebben. |                  |                     |
| 6 | "#Rollercoaster" | 15 februari 2023    |
| Caro en haar vrienden hebben plezier in het pretpark terwijl Vince reist naar Engeland. Hij droomt ervan om aan de rugbyschool te starten, maar maakt zich zorgen over hoe Caro zal reageren. Maria komt erachter dat Camille het financieel zwaar heeft. Peter merkt op dat Titin de laatste tijd verward is. |                  |                     |
| 7 | "#ItsMyParty"    | 22 februari 2023    |
| Caro hoopt op een geweldige verjaardagsverrassing, maar Peter lijkt haar verjaardag vergeten te zijn. Hij bereid snel een verjaardagsfeestje voor. Titin en Wolfs maken een afspraak met de dokter en krijgen de diagnose van alzheimer te horen. Caro komt in het reine met Vince die zijn dromen wil volgen. |                  |                     |
| 8 | "#Ootd"          | 1 maart 2023        |
| Peter wil de gezondheid van Titins achterhouden tot er een aantal geheimen aan het licht komen. Ook Camillie komt geheimen van haar mama te weten. Vince is nerveus tijdens een match, want hij wacht op nieuws van de rugbyschool. Emma en Scott kussen net als Yemi binnenkomt. Emma zegt tegen Yemi dat hij het aan niemand mag doorvertellen.                                                                                         |                  |                     |
| 9 | "#NeverForget"   | 8 maart 2023        |
| Yemi en zijn vrienden vieren hun laatste 100 dagen met een grote discofuif. Caro deelt aan haar familie mee dat ze samen met Vince zal studeren in Engeland, maar ziet dat er iets aan de hand is met Titin. Caro barst in tranen uit als haar papa vertelt dat Titin dementie heeft. |                  |                     |
| 10 | "#TruthBombs"    | 15 maart 2023       |
| Caro vindt haar weg niet meer met het feit dat Titin ziek is. Bovendien heeft Peter een nieuwe vriendin gevonden. Met de hulp van Titin, vindt ze kracht in het verwerken. Titin vraagt aan Caro om haar papa en Suzanne een kans te gunnen. Ze verzoent zich ook met Reinhilde. Maria wil dat Camille haar vriendinnen de waarheid vertelt over haar thuissituatie. Plots weet iedereen dat Emma en Scott hebben gekust in de bezemkast. |                  |                     |
| 11 | "#Lost"          | 22 maart 2023       |
| Titin loopt 's nachts verloren en iedereen is ongerust. Caro, Vince, Scott, Yemi, Emma, Maria, Camille en meneer Wolfs gaan op zoek naar haar. |                  |                     |
| 12 | "#Blessed"       | 29 maart 2023       |
| Caro realiseert zich dat haar vader gelukkiger is met Suzanne en brengt de twee samen. Camille vertelt haar vriendinnen alles. |                  |                     |
| 13 | "#HelloGoodbye"  | 5 april 2023        |
| De jongens en meisjes studeren af. Caro besluit literatuur te gaan studeren en Vince vertrekt naar Engeland. Het doet pijn als Caro hem alleen moet laten maar ze blijven altijd van elkaar houden wat er ook gebeurt. |                  |                     |

## Reeks 2 - Seizoen 1
Houd er rekening mee dat de onderstaande samenvattingen informatie bevatten over hoe het verhaal zich afspeelt.
| Nummer | Titel               | Eerste uitzenddatum |
| --- | ------------------- | ------------------- |
| 1 | "#Firstimpressions" | 8 januari 2025      |
| Mia's eerste dag op het SAK begint als een droom: de populaire Raoul verwelkomt haar en haar zomerflirt Oscar blijkt bij haar in de klas te zitten. Maar niet alles is wat het lijkt.            |                     |                     |
| 2 | "#Justasking"       | 15 januari 2025     |
| Mia heeft vragen over haar identiteit. In het geheim zoekt ze naar antwoorden, terwijl ze Raoul voor zich te winnen. Tijdens haar pogingen ontstaan onverwachte vriendschappen.                  |                     |                     |
| 3 | "#Closetcase"       | 22 januari 2025     |
| De hele klas denkt dat Mia en Oscar een koppel zijn door een post op De Klik. Manu organiseert een poolparty voor Mia's klas. Raoul en Lio proberen te ontdekken wat Mia te verbergen heeft.     |                     |                     |
| 4 | "#Papamia"          | 29 januari 2025     |
| Jules en Louise storten zich op Mia's zoektocht. Wanneer ze een foto van Oscar's vader vinden, besluit Mia Oscar op te zoeken. Maar in plaats van de waarheid ontdekt ze een nieuw geheim.       |                     |                     |
| 5 | "#Upcycling"        | 5 februari 2025     |
| Mia en Oskar vrezen dat Oscar's vader Mia's donorvader is. Mia zoekt naar de waarheid terwijl Oscar zijn kop in het zand steekt. Ondertussen bereidt de klas zich voor op het toonmoment.        |                     |                     |
| 6 | "#Overboard"        | 12 februari 2025    |
| Mia probeert Oscar te overtuigen een DNA-test te doen. Dit leidt tot het ene na het andere misverstand. Zeker wanneer er op De Klik een foto verschijnt van een kussende Mia en Oscar.           |                     |                     |
| 7 | "#Showtime"         | 19 februari 2025    |
| De dag van het toonmoment breekt aan en de uitslag van de DNA-test kan ieder moment binnenkomen. Jules durft het podium niet op en Raoul probeert te verbergen dat zijn outfit niet af is.       |                     |                     |
| 8 | "#Itsmyparty"       | 26 februari 2025    |
| Louise wil haar verjaardagsfeestje gebruiken om nieuwe stappen in het onderzoek te zetten. Ondanks dat Mia het liever tijdelijk laat rusten, doen Louise en Jules een belangrijke ontdekking.    |                     |                     |
| 9 | "#Reconstruction"   | 5 maart 2025        |
| De hele school is in shock wanneer er een rookbom wordt afgestoken. Lio maakt een documentaire om de dader te ontmaskeren. Mia vreest dat niet de dader, maar haar onderzoek ontdekt zal worden. |                     |                     |
| 10 | "#Dontspeak"        | 12 maart 2025       |
| Mia verliest controle over haar onderzoek wanneer har klas ermee aan de haal gaat. Iedereen lijkt iets van Mia te willen, waardoor het haar te veel wordt en Manu de waarheid vertelt.           |                     |                     |
| 11 | "#Abandonship"      | 19 maart 2025       |
| Mia laat haar vrienden weten dat ze wil stoppen met hun onderzoek. Ze vergeeft Lio en Raoul en denkt haar leven terug op orde te hebben. Maar dan ontdekt ze de waarheid over haar donorvader.   |                     |                     |
| 12 | "#Idontcare"        | 26 maart 2025       |
| Mia verwerkt de waarheid over haar donorvader en sluit zich af van iedereen. Ze denkt dat ze niet meer te verliezen heeft, dus neemt ze de schuld op zich voor de gestolen examenvragen.         |                     |                     |
| 13 | "#Wontyoustay"      | 2 april 2025        |
| Mia en haar vrienden bereiden zich voor op de fundraiser. Oscar doet nog één poging om Raoul terug te krijgen. Mia staat voor een keuze: blijft ze of gaat ze weer naar het buitenland?          |                     |                     |